# Qanun
Qanun (Arabiska:  قانون ), eller Kanun, är beteckningen på det kodifierade lagsystem som utvecklades i det Osmanska riket av sultan Süleyman den store (som därför kallas Kanuni, "lagstiftaren"). Det Osmanska riket dominerade stora delar av den sunnimuslimska världen under 1500-talet. Genom uppkomsten av en ny lagstiftande tradition kom förändringar att ske i lagen i muslimska områden som låg under den osmanska sultanens makt. 
Sultanen introducerade i slutet av 1400-talet en lagstiftande tradition som kom att beröra hela det Osmanska imperiet. Sultanen skapade egna förordningar, kallade qanun efter grekiskans kanon, vilka systematiserades och nedtecknades i lagböcker. Qanun utvecklades under 1500-talet till ett nästintill allomfattande kodifierat lagsystem. Detta innebar att lagen kom att hamna under staten och sultanens makt istället för som tidigare, under Sharia.  De första ansatserna till qanun kom redan under
Umar ibn al-Khattab på 500-talet.
Qanun kan delas in i tre huvuddelar. Den första berörde lagar rörande stat och administration, den andra delen behandlade folkets relation till staten, vilket inbegrep till exempel skattefrågor, och den tredje delen innefattade straffrätt. 
Den egentliga tanken med qanun var att den främst skulle behandla frågor och juridiska fält där Sharia ansågs vara bristfällig men i själva verket kom det att fungera tvärtom, qanun gick först och när denna var bristfällig gick man efter Sharia. Utvecklingen av qanun gick i linje med Sharia, tanken var att qanun skulle innefatta lagar som baserades på Sharia och utveckla dessa. Till exempel kom qanun att utveckla alternativa straffmetoder än de som återfinns i traditionell fiqh, man gjorde det möjligt att döma efter andra straffsatser. Sultanen hade genom qanun gett staten större frihet att bestämma straff, qanun vilade alltså under sultanens auktoritet.